# Иван Стамболиев (поет)
Вижте пояснителната страница за други личности с името Иван Стамболиев.
Иван Николов Стамболиев е български поет и публицист.

## Биография
Иван Стамболиев е роден в село Скравена, Софийска област на 22 февруари 1932 г. Средното си образование завършва в Ботевград, след което е приет за студент в Софийския университет, специалност Българска филология, където се дипломира през 1955 г. Работи като гимназиален учител в Роман и София. Редактор е на литературните издания – ветник „Пулс“ и списание „Пламък“. Публикува стихотворения в местния и централния печат. През 2000 г. е издадена единствената му стихосбирка „Преди да падне сняг“, която събира най-добрите творби от творчеството му.
Стихотворението „Химн“, по което е написана музика, се превръща в химн на село Скравена:
„Край топлите скути на Медвен,
на Бебреш до китния бряг,
сияеш селце ненагледно,
дошло от легендите чак.“
В песен се превръща и друго негово стихотворение „Недей си отива“.
„Не казвай „Не мога“, не казвай „Не бива“. Мечтата ми нека остане красива,
защото сега съществувам чрез нея, защото ми трябва мечта – да живея.“
Автор на музиката и на двете произведения е учителката по музика от Скравена Димитринка Михайлова.
Трагедията в семейството – смъртта на сина му, нанася неизлечима болка в душата му. През 2008 г. събира и издава стихосбирката „Макар и отдалече“, със стихове на сина си.
Иван Стамболиев е деен член на ръководството на Съюза на българските писатели и член на Съюза на българските журналисти. Активно публикува творби в изданията на Сдружението на творците от Ботевград, Правец и Етрополе.
Редица от произведенията му са посветени на Скравена и Ботевградския край. Съдейства за развитие на дейността на читалището в Скравена. Пише редица сценарии за чествания, включително и 100-годишнината на институцията. Автор е на сценария за празничния спектакъл, редактор на сборника с произведения на местни творци „Баладична тръдина“ и на юбилейния вестник. По негови сценарии са направени и няколко спектакъла посветени на 2 юни, във връзка с провежданите чествания в селото. През 2004 г. е инициатор, председател и деец на дейността на литературен клуб „Христо Ботев“ към читалището.
Отражение на неговата човешка същност, доброта и всеотдайност към всичко, което правеше, преклонение пред красотата на живота и поезията е стихът:
„Поезийо, ти сто врати отвори.
Чрез теб разбрах какво е красота.
Единствено на зло не ме научи,
затуй ще съм щастлив и след смъртта.“
Иван Стамболиев почива на 22 май 2009 г. в София.